# Seznam filmů s LGBT tematikou
Seznam filmů a televizních seriálů s LGBT tematikou obsahuje audiovizuální díla bez rozdílu žánru, země či doby svého původu, která se výhradně, převážně či významně zabývají tematikou homosexuality, bisexuality či transgenderu (LGBT). Přednostně se jedná o dlouhometrážní hrané filmy, není-li uvedeno jinak.

## 90. léta 19. století
- Dickson Experimental Sound Film (USA 1894, r. William K. L. Dickson)[1]
- The Gay Brothers (USA 1895, r. William K. L. Dickson)[2]

## 10. léta 20. století

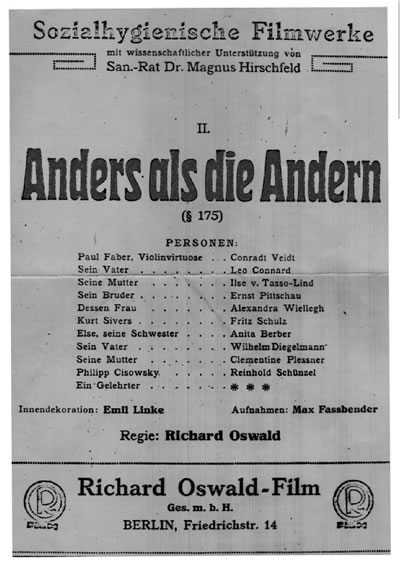
Plakát filmu Jiný než ostatní (Anders als die Andern)

- Jiný než ostatní (Anders als die Andern, N 1919, r. Richard Oswald)[3][4]

## 20. léta
- Zákony přírody; Pohlavní pud (Gesetze der Liebe, N 1927, r. Richard Oswald)[5][6]

## 30. léta
- Maroko (Morocco, USA 1930, r. Josef von Sternberg)[7]
- Dívky v uniformě (Mädchen in Uniform, N 1931, r. Leontine Sagan)[8]
- Královna Kristýna (Queen Christina, USA 1933, r. Rouben Manoulian)[9]
- Trojka z mravů (Zéro de conduite, FR 1933, r. Jean Vigo)[10]
- Sylvia Scarlett (USA 1935, r. George Cukor)[11]
- Czy Lucyna to dziewczyna? (PL 1937, r. Juliusz Gardan)[12]
- Draculova dcera (Dracula's Daughter, USA 1936, r. Lambert Hillyer)[13]
- Książątko / The Lottery Prince (PL 1937, r. Konrad Tom, Stanisław Szebego)[14]
- Niedorajda / Good for Nothing (PL 1937, r. Mieczysław Krawicz)[15]
- Piętro wyżej / The Apartment Above (PL 1937, r. Leon Trystan)[16]
- Only Angels Have Wings (USA 1938, r. Howard Hawks)[17]

## 40. léta
- Mrtvá a živá (Rebecca, USA 1940, r. Alfred Hitchcock)[18][19]
- Maltézský sokol (The Maltese Falcon, USA 1941, r. John Houston)[20]
- Ztracený víkend (The Lost Weekend, USA 1945, r. Billy Wilder)
- Křížový výslech (Crossfire, USA 1947, r. Edward Dmytryk)
- Provaz (Rope, USA 1948, r. Alfred Hitchcock)[21][22]
- Německo v roce nula (Germania anno zero, IT 1948, r. Roberto Rossellini)[23][24]

## 50. léta
- Un chant d'amour (FR 1950, r. Jean Genet) – krátkometrážní film z vězeňského prostředí[25]
- Cizinci ve vlaku (Strangers on a Train, USA 1951, r. Alfred Hitchcock)[26][27]
- Johnny Guitar (USA 1954, r. Nicholas Ray)[28]
- Tea and Sympathy (USA 1956, r. Vincente Minnelli)[29]
- Kočka na rozpálené plechové střeše (Cat on a Hot Tin Roof, USA 1958, r. Richard Brooks)[30]
- Ben Hur (USA 1959, r. William Wyler)[31]
- Někdo to rád horké (Some Like It Hot, USA 1959, r. Billy Wilder)[32]
- Suddenly, Last Summer (USA 1959, r. Joseph L. Mankiewicz)[33]

## 60. léta
- Spartakus (Spartacus, USA 1960, r. Stanley Kubrick)[34]
- Tysiąc talarów (PL 1960, r. Stanisław Wohl)[35][36][37]
- Kapka medu (A Taste of Honey, VB 1961, r. Tony Richardson)[38]
- Dětská hodinka (Children's Hour, USA 1961, r. William Wyler)[39]
- Oběť (Victim, VB 1961, r. Basil Dearden)[40]
- Accattone (IT 1962, r. Pier Paolo Pasolini)[41]
- Advise and Consent (USA 1962, r. Otto Preminger)[42]
- Lawrence z Arábie (VB 1962, r. David Lean)[43]
- Flaming Creatures (USA 1963, r. Jack Smith)
- Sluha (The Servant, VB 1963, r. Joseph Losey)[44]
- Les amitiés particulières (FR 1964, r. Jean Delannoy)[45]
- Drahoušek (Darling, VB 1965, r. John Schlesinger)[46]
- Fortel, a jak ho získat (The Knack... and How to Get It, VB 1965, r. Richard Lester)[47]
- Horse (USA 1965, r. Andy Warhol)[48]
- My Hustler (USA 1965, r. Andy Warhol a Paul Morrissey)[49]
- Vinyl (USA 1965, r. Andy Warhol)[50]
- The Life of Juanita Castro (USA 1965, r. Andy Warhol)[51]
- Persona (Švédsko 1966, r. Ingmar Bergman)[52]
- Mladý Törless (N 1966, r. Volker Schlöndorff)[53]
- Ples upírů (Dance of the Vampires, USA/VB 1967, r. Roman Polanski)[54]
- Lišák (The Fox, (KAN 1967, r. Mark Rydell)[55]
- Páv se zlatým okem / Odlesky ve zlatém oku (Reflections in a Golden Eye, USA 1967, r. John Huston)[56]
- Alan and Dickin (USA 1967, r. Andy Warhol)[57]
- Teoréma (Teorema, IT 1968, r. Pier Paolo Pasolini)[58]
- Flesh (USA 1968, r. Paul Morrissey)[59]
- Lonesome Cowboys (USA 1968, r. Andy Warhol a Paul Morrissey)[60]
- Les jeunes loups (FR 1968, r. Marcel Carné)[61]
- Soumrak bohů (La Caduta degli dei, N/IT 1969, r. Luchino Visconti)[62]
- Satyricon (FR/IT 1969, r. Federico Fellini)[63]
- Konformista (Il Conformista, IT/FR/N 1969, r. Bernardo Bertolucci)[64]
- Trash (USA 1969, r. Paul Morrissey)[65]
- Půlnoční kovboj (Midnight Cowboy, USA 1969, r. John Schlesinger)[66]
- Řekni mi, že mě miluješ, Junie Moonová (Tell Me That You Love Me, Junie Moon, USA 1969, r. Otto Preminger)[67]
- Lovecké výjevy z Dolních Bavor (Jagdszenen aus Niederbayern, N 1969, r. Peter Fleischmann)[68]

## 70. léta
- A Very Natural Thing (USA 1974, r. Christopher Larkin)[69]
- Barry Lyndon (VB/USA 1975, r. Stanley Kubrick)[70]
- Contes immoraux / Immoral Tales (FR 1974, r. Walerian Borowczyk)[71]
- Die Konsequenz (N 1977, r. Wolfgang Petersen)[72]
- Girlfriends (USA 1978, r. Claudia Weill)[73]
- Heat (USA 1972, r. Paul Morrissey)[74]
- Hledání pana Goodbara (Looking for Mr. Goodbar, USA 1977, r. Richard Brooks)[75]
- Hořké slzy Petry von Kantové (Die bitteren Tränen der Petra von Kant, N 1972, r. Rainer Werner Fassbinder)[76]
- Il gatto (IT 1977, r. Luigi Comencini)[77]
- Je t'aime moi non plus (FR 1976, r. Serge Gainsbourg)[78]
- Kabaret (Cabaret, USA 1972, r. Bob Fosse)[79]
- Klec bláznů (La cage aux folles, FR/IT 1978, r. Edouard Molinaro)[80]
- Kluci z party (The Boys in the Band, USA 1970, r. William Friedkin)[81]
- Kytice z tisíce a jedné noci (Il fiore delle mille e una notte, IT 1974, r. Pier Paolo Pasolini)[82]
- Ludvík II. / Ludvík Bavorský (Ludwig, FR/N/IT 1972, r. Luchino Visconti)[83]
- Manhattan (USA 1979, r. Woody Allen)[84]
- Milovníci hudby (The Music Lovers, VB 1971, r. Ken Russel)[85]
- Mizerná neděle (Sunday Bloody Sunday, VB 1971, r. John Schlesinger)[86]
- Mycí linka (Car Wash, USA 1976, r. Michael Schultz)[87]
- Nous étions un seul homme / We Were One Man (FR 1979, r. Philippe Vallois)[88]
- Perverzní není homosexuál, perverzní je situace, ve které žije (Nicht der ist pervers Homosexuelle, sondern die Situazion, in der er lebtN 1971, r. Rosa von Praunheim)[89]
- Pěstní právo svobody (Faustrecht der Freiheit, N 1975, r. Rainer Werner Fassbinder)[90]
- Pink Narcissus (USA 1971, r. James Bidgood)[91]
- Policajt (Un flic, FR/IT 1972, r. Jean-Pierre Melville)[92]
- Psí odpoledne (Dog Day Afternoon, USA 1975, r. Sidney Lumet)[93]
- Půlnoční expres (Midnight Express, USA/VB 1978, r. Alan Parker)[94]
- Rána z milosti (Coup de Grâce, N/FR 1976, r. Volker Schlöndorff)[95]
- Rocky Horror Picture Show (The Rocky Horror Picture Show, USA 1975, r. Jim Sharman)[96]
- Růžoví plameňáci (Pink Flamingos, USA 1972, r. John Waters)[97]
- Saló aneb 120 dnů Sodomy (Salò o le 120 giornate di Sodoma, IT 1975, r. Pier Paolo Pasolini)[98]
- Sebastian (Sebastiane, VB 1976, r. Derek Jarman)[99]
- Smrt v Benátkách (Morte a Venezia, FR/IT 1971, r. Luchino Visconti)[100]
- Soap (USA 1977–1981, r. Jay Sandrich)[101]
- Thunderbolt a Lightfoot (USA 1974, r. Michael Cimino)
- V roce se třinácti úplňky (In einem Jahr mit 13 Monden, N 1979, r. Rainer Werner Fassbinder)[102]
- Vanishing Point (USA 1971, r. Richard C. Sarafian)[103]
- Zvláštní den (Una giornata particolare, IT/KAN 1977, r. Ettore Scola)[104]

## 80. léta
- Na lovu (Cruising, USA 1980, r. William Friedkin)[105]
- Can't Stop the Music (USA 1980, r. Nancy Walker)[106]
- By Design (KAN 1980, r. Claude Jutra)[107]
- Windows (USA 1980, r. Gordon Willis)[108]
- Kontrakt (PL 1980, r. Krzysztof Zanussi)[109]
- Klec bláznů 2 (La Cage aux Folles 2, FR/IT 1980, r. Edouard Molinaro)[110]
- Ctitel (The Fan, USA 1981, r. Edward Bianchi)[111]
- Dynastie (Dynasty, USA 1981–1989, r. různí režiséři) – mýdlová opera s jednou z prvních výrazných gay postav v osobě Stevena Carringtona[112]
- Querelle (N/FR 1982, r. Rainer Werner Fassbinder)[113]
- Labyrint vášní (Laberinto dos pasiones, Španělsko 1982, r. Pedro Almodóvar)[114]
- Framed Youth: The Revenge of the Teenage Perverts (VB 1982, různí režiséři)[115]
- Making Love (USA 1982, r. Arthur Hiller)[116]
- Viktor, Viktorie (Victor Victoria, USA/VB 1982, r. Blake Edwards)[117]
- Tootsie (USA 1982, r. Sydney Pollack)[118]
- La truite (FR 1982, r. Joseph Losey)[119]
- Kyokon densetsu: utsukushii nazo / Beautiful Mystery (JAP 1983, r. Genji Nakamura)[120]
- Veselé Vánoce, pane Lawrenci (Merry Christmas, Mr. Lawrence / Senjo no meri kurisumasu (VB/NZ/JAP 1983, r. Nagisa Ošima)[121]
- Poraněný člověk (L'homme blessé, FR 1983, r. Patrice Chéreau)[122]
- De Vierde Man (NIZ 1983, r. Paul Verhoeven)[123]
- Chlapec ze zátoky (The Bay Boy, KAN 1984, r. Daniel Petri)[124]
- Jiná země (Another Country, VB 1984, r. Marek Kaniewska)[125]
- Barva nachu / Purpurová barva (The Color Purple, USA 1985, r. Steven Spielberg)[126]
- The Angelic Conversation (VB 1985, r. Derek Jarman)[127]
- Polibek pavoučí ženy (Kiss of the Spider Woman, BRAZ 1985, r. Héctor Babenco)[128]
- My Beautiful Laundrette (VB 1985, r. Stephen Frears)[129]
- Plukovník Redl (Oberst Redl, N/RAK/MAĎ 1985, r. Istaán Szabó)[130]
- Desert Hearts (USA 1985, r. Donna Deitch)[131]
- Ptačí klec 3: Svatba / Ptačí klec 3 (Cage aux folles 3 – La 'Elles' se marient, FR 1985, r. Georges Lautner)[132]
- Top Gun (USA 1985, r. Tony Scott)[133]
- Mala Noche (USA 1985, r. Gus Van Sant)[134]
- Časný mráz (An Early Frost, USA 1985, r. John Erman)[135]
- Caravaggio (VB 1986, r. Derek Jarman)[136]
- Parting Glances (USA 1986, r. Bill Sherwood)[137]
- Zápaďák (Westler, N 1986, r. Wieland Speck)[138]
- Večerní úbor (Tenue de soirée, FR 1986, r. Bertrand Blier)[139]
- Charlotte for Ever (FR 1986, r. Serge Gainsbourg)[140]
- Úpadek amerického impéria (Le déclin de l'empire américain, KAN 1986, r. Denys Arcand)[141]
- Tras el cristal (Španělsko 1986, r. Agustí Villaronga)[142]
- Nastražte uši (Prick Up Your Ears, VB 1987, r. Stephen Frears)[143]
- Maurice (VB 1987, r. James Ivory)[144]
- Muž se zlatými brýlemi (Gli occhiali d'oro, IT 1987, r. Giuliano Montaldo)[145]
- Venner for altid (Dánsko 1987, r. Camilla Overbye Roos)[146]
- Mučivá láska (Torch Song Trilogy, USA 1988, r. Paul Bogart)[147]
- Roseanne (USA 1988–1997, r. různí režiséři) – sitcom s řadou vedlejších LGBT postav[148][149]
- Encore / Once More (FR 1989, r. Paul Vecchiali)[150]
- Coming Out (N 1989, r. Heiner Carow)[151]
- Looking for Langston (VB 1989, r. Isaac Julien)[152]
- De Avonden / The Evenings (NIZ 1989, r. Rudolf van den Berg)[153]

## 90. léta

### 1990
- Evropa, Evropa (Europa, Europa, PL/N/FR 1990, r. Agnieszka Holland)[154]
- Henry a June (Henry & June, USA 1990, r. Philip Kaufman)[155]
- Paris Is Burning (USA 1990, r. Jennie Livingston)[156]
- Tongues Untied (USA 1990, r. Marlon Riggs)[157]
- Zapovězená láska (Československo 1990, r. Vladislav Kvasnička)[158]

### 1991
- Edward II (VB 1991, r. Derek Jarman)[159]
- Jed (Poison, USA 1991, r. Todd Haynes)[160]
- Mé soukromé Idaho (My Own Private Idaho, USA 1991, r. Gus Van Sant)[161]
- Nelíbám (J'embrasse pas, FR 1991, r. André Téchiné)[162]
- Smažená zelená rajčata (Fried Green Tomatoes, USA 1991, r. Jon Avnet)[163]
- The Hours and Times (USA 1991, r. Christopher Münch)[164]
- The Lost Language of Cranes (VB 1991, r. Nigel Finch)[165]
- Thelma a Louise (Thelma & Louise, USA 1991, r. Ridley Scott)[166]
- Young Soul Rebels (VB/FR 1991, r. Isaac Julien)[167]

### 1992
- Flaming Ears (RAK 1992, r. Angela Hans Scheirl a Ursula Puerrer)[168]
- Hessed Mufla / Amazing Grace (Izrael 1992, r. Amos Gutman)[169]
- Hra na pláč (The Crying Game, VB/JAP 1992, r. Neil Jordan)[170]
- Noci šelem (Les nuits fauves, FR/IT 1992, r. Cyril Collard)[171]
- Orlando (VB/RU/FR/IT 1992, r. Sally Potter)[172]
- Petrovi přátelé (Peter's Friends, VB 1992, r. Kenneth Branagh)[173]
- Spolubydlící (Single White Female, USA 1992, r. Barbet Schroeder)[174]
- Svou vlastní ženou (Ich bin meine eigene Frau, N 1992, r. Rosa von Praunheim)[175]
- Swoon (USA 1992, r. Tom Kalin)[176]
- The Living End (USA 1992, r. Gregg Araki)[177]
- Voor een verloren soldaat / For a Lost Soldier (NIZ 1992, r. Roeland Kerbosch)[178]
- Základní instinkt (Basic Instinct, USA 1992, r. Paul Verhoeven)[179]

### 1993
- Blue (VB 1993, r. Derek Jarman)[180]
- Jahody a čokoláda (Fresa y chocolate, Kuba/ŠP/Mexiko/USA 1993, r. Tomás Gutiérrez Alea a Juan Carlos Tabío)[181]
- Pacient číslo nula (Zero Patience, KAN 1993, r. John Greyson)[182][183][184]
- Philadelphia (USA 1993, r. Jonathan Demme)[185]
- Srdcová trojka (Three of Hearts, USA 1993)[186]
- Svatební hostina (Xi yan / The Wedding Banquet, USA/Tchaj-wan 1993, r. Ang Lee)[187]
- Tales of the City (USA 1993, 1998 a 2001, r. Alastair Reid)[188]
- Wittgenstein (VB 1993, r. Derek Jarman)[189]

### 1994
- 4% muž v akci (Der Bewegte Mann, N 1994, r. Sönke Wortmann)[190]
- Andělé nejsou andělé (Not Angels But Angels, ČR 1994, r. Wiktor Grodecki)[191]
- Bent (VB 1994, r. Sean Mathias)[192]
- Čtyři svatby a jeden pohřeb (Four Weddings and a Funeral, VB/USA 1994, r. Mike Newell)[193]
- Divoké rákosí (Les roseaux sauvages, FR 1994, r. André Téchiné)[194]
- Dobrodružství Priscilly, královny pouště (Adventures of Priscilla, Queen of the Desert, AUS 1994, r. Stephen Elliott)[195]
- Ellen (USA 1994–1998, r. různí režiséři)[196][197]
- Farinelli (Belgie/IT/FR 1994, r. Gérard Corbiau)[198]
- Glitterbug (VB 1994, r. Derek Jarman)[199]
- Jsou z nás (The Sum of Us, AUS 1994, r. Geoff Burton a Kevin Dowling)[200]
- Priest (VB 1994, r. Antonia Bird)[201]
- Nebeská stvoření (Heavenly Creatures, NZ/N 1994, r. Peter Jackson)[202]
- Post Cards from America (VB/USA 1994, r. Steve McLean)[203][204]
- Švédská trojka (Threesome, 1994, r. Andrew Fleming)[205]
- Tak tohle je můj život (My So-Called Life, USA 1994–1995, r. různí režiséři)[206][207]

### 1995
- Manželství po francouzsku (Gazon maudit, FR 1995, r. Josiane Balasko)[208]
- Pensionat Oskar (Dánsko/Švédsko 1995, r. Susanne Bierová)[209]
- Plameny lásky / V žáru lásky (Carrington, VB 1995, r. Christopher Hampton)[210]
- Rváčův deník / Basketbalový zápisník (Basketball Diaries, USA 1995, r. Scott Kalvert)[211]
- Úplné zatmění (Total Eclipse, FR/VB/Belgie 1995, r. Agnieszka Holland)[212]

### 1996
- 4% filmová tajemství (The Celluloid Closet, USA/FR/N/VB 1996)[213]
- 100% čistá láska – Vášeň (100 percentne čistá láska, Slovensko 1996, r. Vlado Adásek)[214][215]
- À toute vitesse (FR 1996, r. Gaël Morel)[216]
- Nádherná věc (Beautiful Thing, VB 1996, r. Hettie MacDonald)[217][218]
- Crash (KAN/FR/VB 1996, r. David Cronenberg)[219]
- Děti noci (Les voleurs, FR 1996, r. André Téchiné)[220]
- Echte Kerle (N 1996, r. Rolf Silber)[221]
- Kniha snů (The Pillow Book, FR/VB/NIZ 1996, r. Peter Greenaway)[222]
- Kondom zabiják (Kondom des Grauens, N/Švýcarsko 1996, režie: Martin Walz)[223][224]
- Lilie (Lilies – Les feluettes, KAN 1996, r. John Greyson)[183][225]
- Někdo to rád holky (Pédale douce, FR 1996, r. Gabriel Aghion)[226]
- Ptačí klec (The Birdcage, USA 1996, r. Mike Nichols)[227]
- Šeptej (ČR 1996, r. David Ondříček)[228]
- Tělo bez duše (Body Without Soul, ČR 1996, r. Wiktor Grodecki)[229]
- Urok wszeteczny (PL 1996, r. Krzysztof Zanussi)[230]

### 1997
- Breaking the Surface: The Greg Louganis Story (USA 1997, r. Steven Hilliard Stern)[231]
- Defying Gravity (USA 1997, r. John Keitel)[232]
- Do naha! (The Full Monty, VB 1997, r. Peter Cattaneo)[233]
- Hledám Amy (Chasing Amy, USA 1997, r. Kevin Smith)[234]
- Latin Boys Go to Hell (USA 1997, r. Ela Troyano)[235][236]
- Lepší už to nebude (As Good as It Gets, USA 1997, r. James L. Brooks)[237]
- L'Homme que j'aime / The Man I Love (FR 1997, r. Stéphane Giusti)[238]
- Mandragora (ČR 1997, r. Wiktor Grodecki)[239]
- Oscar Wilde (Wilde, VB/N/JAP 1997, r. Brian Gilbert)[240]
- Svatba mého nejlepšího přítele (My Best Friend's Wedding, USA 1997, r. P. J. Hogan)[241]
- Zahrada k pověšení (The Hanging Garden, VB/KAN 1997, r. Thom Fitzgerald)[242]
- Zkurvená nuda (Nowhere, USA/FR 1997, r. Gregg Araki)[243]

### 1998
- 2by4 (USA 1998, r. Jimmy Smallhorne)[244]
- Billy's Hollywood Screen Kiss (USA 1998, r. Tommy O'Haver)[245]
- Bohové a monstra (Gods and Monsters, VB/USA 1998, r. Bill Condon)[246]
- Edge of Seventeen (USA 1998, r. David Moreton)[247]
- F. est un salaud (FR/Švýcarsko 1998, r. Marcel Gisler)[248]
- Get Real (VB 1998, r. Simon Shore)[249][250]
- Head On (AUS 1998, r. Anna Kokkinos)[251]
- It's in the Water (USA 1998, r. Kelli Herd)[252]
- Láska je láska (Fucking Åmål, ŠVÉD/DÁN 1998, r. Lukas Moodysson)[253]
- Láska prokletá (Love Is the Devil, VB/FR/JAP 1998, r. John Maybury)[254]
- Le derrière (FR 1998, r. Valérie Lemercierová)[255]
- Like It Is (VB 1998, r. Paul Oremland)[256]
- Ložnice a kuloáry (Bedrooms and Hallways, VB 1998, r. Rose Troche)[257]
- Muž je žena jako každá jiná (L'homme est une femme comme les autres, FR 1998, r. Jean-Jacques Zilbermann)[258]
- Oz (USA 1998–2003, r. různí režiséři)[259]
- Sametová extáze (Velvet Goldmine, VB/USA 1998, r. Todd Haynes)[260]
- Štěstí (Hapiness, USA 1998, r. Todd Solondz)[261]
- Taxi (FR 1998, r. Gérard Pirès)[262]
- Temný přístav (Dark Harbor, USA, 1997) (Adam Coleman Howard[263]
- The Adventures of Sebastian Cole (USA 1998, r. Tod Williams)[264]
- Všichni, kdo mě mají rádi, pojedou vlakem (Ceux qui m'aiment prendront le train, FR 1998, r. Patrice Chéreau)[265][266]
- Vrcholné umění (High Art, KAN/USA 1998, r. Lisa Cholodenko)[267]
- Will a Grace (Will & Grace, USA 1998–2006, r. James Burrows)[268]

### 1999
- Aimee a Jaguár (Aimée und Jaguar, N 1999, r. Max Färderböck)[269]
- Americká krása (American Beauty, USA 1999, r. Sam Mendes)[270]
- Floating (USA 1999)[271]
- Poslední samuraj (Gohatto / Taboo, JAP/FR/VB 1999, r. Nagisa Óšima)[272]
- Kluci nepláčou (Boys Don't Cry, USA 1999, r. Kimberly Peirce)[273]
- Les amants criminels / Criminal Lovers (FR 1999, r. François Ozon)[274]
- Les Passagers (FR 1999, r. Jean-Claude Guiguet)[275]
- Queer as Folk (VB 1999, r. Charles McDougall a Sarah Harding)[276]
- Trick (USA 1999, r. Jim Fall)[277]
- Vše o mé matce (Todo Sobre Mi Madre, ŠP/FR 1999, r. Pedro Almodóvar)[278]
- Vždyť já jsem roztleskávačka (But I'm a Cheerleader, USA 1999, r. Jamie Babbit)[279][280][281]

## První dekáda 21. století

### 2000
- Big Eden (USA 2000, r. Thomas Bezucha)[282]
- Billy Elliot (VB/FR, 2000, r. Stephen Daldry)[283]
- Borstal Boy (VB/Irsko 2000, r. Peter Sheridan)[284]
- Forgive and Forget (VB 2000, r. Aisling Walsh)[285]
- Hana a její bratři (Hana a jej bratia, Slovensko 2000, r. Vladimír Adásek)[286]
- Chilli, sex a samba (Woman on Top, USA 2000, r. Fina Torres)[287]
- Juste une question d'amour (FR/Belgie 2000, r. Christian Faure)[288]
- Kapky deště na rozpálených kamenech (Gouttes d'eau sur pierres brûlantes, FR 2000, r. François Ozon)[289]
- Kdyby zdi mohly mluvit 2 (If These Walls Could Talk 2, USA 2000, r. Jane Anderson, Martha Coolidge a Anne Heche)[290]
- Klub zlomených srdcí (The Broken Hearts Club, USA 2000, r. Greg Berlanti)[291]
- Libertin (Le libertin, FR 2000, r. Gabriel Aghion)[292]
- Než se setmí (Before Night Falls, USA 2000, r. Julian Schnabel)[293]
- O Fantasma (PORT 2000, r. João Pedro Rodrigues)[294]
- Paragraf 175 (Paragraph 175, N/VB/USA 2000, r. Rob Epstein)[295]
- Presque rien / Come Undone (FR 2000, r. Sébastien Lifshitz)[296]
- Queer as Folk (USA/Kanada 2000, r. různí režiséři)[297][197]
- Skvělí chlapi (Wonder Boys, VB/N/USA/JAP 2000, r. Curtis Hanson)[298]
- The Journey of Jared Price (USA 2000, r. Dustin Lance Black)[299][300]
- To, co máme společné / Na nepřátelské půdě (Common Ground, USA 2000, r. Donna Deitch)[301]
- Urbania (USA 2000, r. John Matthews)[302]
- Ye ben / Fleeing by Night (Tchaj-wan/Čína 2000, r. Li-Kong Hsu, Chi Yin)[303][304]

### 2001
- Bůh je mi strachem (Trembling before G-d, Izrael 2001, r. Sandi Simcha DuBowski)[305]
- Circuit (USA 2001, r. Dirk Shafer)[306][307]
- Danny in the Sky (KAN 2001, r. Denis Langlois)[308]
- Eban and Charley (USA 2001, r. James Bolton)[309]
- Hedwig a Angry Inch / Hedwiga a Angry Inch / Hedvika a rozzlobený palec (Hedwig and the Angry Inch, USA 2001, r. John Cameron Mitchell)[310][311]
- L.I.E. (USA 2001, r. Michael Cuesta)[312]
- Po čem touží kluci (All Over the Guy, USA 2001, r. Julie Davis)[313]
- Straightman (USA 2001, r. Ben Berkowitz)[314][315]
- The Fluffer (USA 2001, r. Richard Glatzer)[316]
- Odpočívej v pokoji (Six Feet Under, USA 2001–2005, r. různí režiséři)[317]

### 2002
- 8 žen (8 femmes, FR/IT 2002, r. François Ozon)[318]
- À cause d'un garçon (FR 2002, r. Fabrice Cazeneuve)[319]
- Breaking the Cycle (USA 2002, r. Dominick Brascia)[320]
- En la ciudad sin límites (Španělsko 2002, r. Antonio Hernández)[321]
- Chůze po vodě (Walking on Water, AUS 2002, r. Tony Ayres)[322]
- Family Fundamentals (USA 2002, r. Arthur Dong)[323]
- Invaze barbarů (Les invasions barbares, Kanada/FR 2002, r. Denys Arcand)[324]
- Luster (USA 2002, r. Everett Lewis)[325]
- Pravidla vášně (The Rules of Attraction, USA/N 2002, r. Roger Avary)[326]
- Projekt Laramie (The Laramie Project, USA 2002, r. Moisés Kaufman)[327]
- The Trip (USA 2002, r. Miles Swain)[328]
- Tout contre Léo (FR 2002, r. Christophe Honoré)[329]
- Yossi & Jagger (Izrael 2002, r. Eytan Fox)[330]
- Žádná noc není dost dlouhá (No Night Is Too Long, Kanada/VB 2002, r. Tom Shankland)[331]

### 2003
- 200 American (USA 2003, r. Richard LeMay)[332][333]
- Andělé v Americe (Angels in America, USA/Kanada/N/IT 2003, r. Mike Nichols)[334]
- Dorian Blues (USA 2003, r. Tennyson Bardwell)[335]
- Konec dětství (The Mudge Boy, USA 2003, r. Michael Burke)[336]
- Kovbojové a andělé (Cowboys & Angels, IR 2003, r. David Gleeson)[337]
- Latter Days (USA 2003, r. C. Jay Cox)[338]
- Malá Velká Británie (Little Britain, VB 2003, r. Matt Lipsey, Steve Bendelack a Graham Linehan)[339]
- Obdivuhodný boxer (Beautiful Boxer, Thajsko 2003, r. Ekachai Uekrongtham)[340]
- Pas de repos pour les braves (FR 2003, r. Alain Guiraudie)[341]
- Paměť zlaté rybky (Irsko 2003, r. Elizabeth Gill)[342]
- Růžová fretka (A Ròzsaszín görény, Maďarsko 2003, r. Katrin Kremmler))[343]
- Vzpomínáme (Gone, But Not Forgotten, USA 2003, r. Armand Mastroianni)[344]
- Testosterone (Argentina/USA 2003, r. David Moreton)[345]
- Zrůda (Monster, USA/N 2003, r. Patty Jenkinsová)[346]

### 2004
- 24. den (The 24th Day, USA 2004, r. Tony Piccirillo)[347]
- Adam & Steve (USA 2004, r. Craig Chester)[348]
- Alexander Veliký (Alexander, USA/N 2004, r. Oliver Stone)[349]
- Le Clan (FR 2004, r. Gaël Morel)[350]
- Denied (Kanada 2004, r. David Paul Scott)[351]
- Dotyk růžové (Touch of Pink, Kanada/VB 2004, r. Ian Iqbal Rashid)[352]
- Eating Out (USA 2004, r. Allan Brocka)[353]
- Ethan Mao (Kanada/USA 2004, r. Quentin Lee)[354]
- Hloupý kluk (Garçon stupide, Švýcarsko 2004, r. Lionel Baier)[355]
- Gefangen / Locked Up (N 2004, r. Jörg Andreas)[356]
- The Graffiti Artist (USA 2004, r. James Bolton)[357]
- Harry + Max (USA 2004, r. Christopher Münch)[358]
- Láska je Láska (The L Word, Kanada/USA 2004, r. různí režiséři)[359]
- Láska v myšlenkách (Was nützt die Liebe in Gedanken, N 2004, r. Achim von Borries)[360]
- Letní bouře / Letní bouřka (Sommersturm, N 2004, r. Marco Kreuzpaintner)[361]
- Le dernier jour (FR 2004, r. Rodolphe Marconi)[362]
- L'Ennemi naturel (FR 2004, r. Pierre Erwan Guillaume)[363]
- Männer wie wir (N 2004, r. Sherry Hormann)[364]
- Mysterious Skin (USA/NIZ 2004, r. Gregg Araki)[365]
- Napola: Hitlerova elita (Napola – Elite für den Führer, N 2004, r. Dennis Gansel)[366]
- Reinas (Španělsko 2004, r. Manuel Gómez Pereira)[367]
- Sancharram (Indie 2004, r. Ligy J. Pullappally)
- Shameless (VB 2004–2013, r. různí režiséři)[368]
- Sideline Secrets (USA 2008, r. Steven Vasquez)[369]
- Sugar (KAN 2004, r. John Palmer)[370]
- Supper Man (SR 2004, r. Albert Vlk)[371]
- Špatná výchova (La Mala Educacion, Španělsko 2004, r. Pedro Almodóvar)[372]
- Tři do páru / Domov na konci světa (A Home at the End of the World, USA 2004, r. Michael Mayer)[373]
- Walk on Water (Lalecet Al Hamaim Izrael/Švédsko 2004, r. Eytan Fox)[374]
- Wild Side (FR/Belgie 2004, r. Sébastien Lifshitz)[375]

### 2005
- Capote (USA/KAN 2005, r. Bennett Miller)[376]
- Arizona Sky (USA 2005, r. Jeff London)[377]
- Comme un frère (FR 2005, r. Bernard Alapetite, Cyril Legann)[378]
- Clara Shellerová (Clara Sheller, FR 2005, r. Renaud Bertrand)[379]
- Čas, který zbývá (Le temps qui reste, FR 2005, r. François Ozon)[380]
- Dante's Cove (USA 2005, r. Sam Irvin)[381]
- FAQs (USA 2005, r. Everett Lewis)[382].
- Falešné doznání (Falscher Bekenner, N 2005, r. Christoph Hochhäusler)[383]
- Gay Sex in the 70s (USA 2005, r. Joseph F. Lovett)[384]
- Jeladim tovim (Izrael 2005, r. Jair Hochner)[385]
- Kochankowie z Marony (PL 2005, r. Izabella Cywińska)[386]
- Neuvěřitelný život Ethana Greena (The Mostly Unfabulous Social Life of Ethan Green, USA 2005, r. George Bamber)[387]
- Strákarnir okkar (Island 2005, r. Róbert Ingi Douglas)[388]
- Go West (Bosna a Hercegovina 2005, r. Ahmed Imamovic)[389]
- Loggerheads (USA 2005, r. Tim Kirkman)[390]
- Snídaně na Plutu (Breakfast on Pluto, VB/Irsko 2005, r. Neil Jordan)[391]
- Svatba ve třech (Imagine Me & You, VB/N 2005, r. Ol Parker)[392]
- Ten třetí je navíc (Third Man Out, Kanada/USA 2005, r. Richard Stevenson)[393]
- Transamerika (Transamerica, USA 2005, r. Duncan Tucker)[394]
- Skrývaná láska (Un amour à taire, FR 2005, r. Christian Faure)[395][396]
- Zkrocená hora (Brokeback Mountain, USA/KAN 2005, r. Ang Lee)[397]
- Dar od Boha (C.R.A.Z.Y., (KAN 2005, r. Jean-Marc Vallée)[398]
- Noah's Arc (USA 2005–2006, r. Laurie Lynd, Mina Shum a Patrik-Ian Polk)[399]

### 2006
- 46-okunen no koi / 4.6 Billion Years of Love (JAP 2006, r. Takashi Miike)[400]
- Another Gay Movie (USA 2006, r. Todd Stephens)[401]
- Boy Culture (USA 2006, r. Q. Allan Brocka)[402]
- Das Flüstern des Mondes (Rakousko 2006, r. Michael Satzinger)[403]
- East Side Story (USA 2006, r. Carlos Portugal)[404]
- Hlava nehlava (Running with Scissors, USA 2006, r. Ryan Murphy)[405]
- Chacun sa nuit (FR 2006, r. Pascal Arnold, Jean-Marc Barr)[406]
- L'Homme de sa vie (FR/IT 2006, r. Zabou Breitman)[407]
- Les filles du botaniste (Kanada/FR 2006, r. Dai Sijie)[408]
- Long-Term Relationship (USA 2006, r. Rob Williams)[409]
- Maple Palm (USA 2006, r. Ralph Torjan)[410]
- R U Invited? (USA 2006, r. Israel Luna)[411]
- Shortbus (USA 2006, r. John Cameron Mitchell)[412]
- Solange Du hier bist (N 2006, r. Stefan Westerwelle)[413]
- Svět se nezboří (Le Ciel sur la tête, FR 2006, r. Régis Musset)[414]
- The Conrad Boys (USA 2006, r. Justin Lo)[415]

### 2007
- Džihádem za lásku (A Jihad for Love, USA 2007, r. Shama Parvez)[416][417]
- An Angel Named Billy (USA 2007, r. Greg Osborne)[418]
- Back Soon (USA 2007, r. Rob Williams)[419]
- Láska a jiné pohromy (Love and Other Disasters, USA/VB/FR 2007, r. Alek Keshishian)[420]
- Lucky Blue (Švédsko 2007, r. Håkon Liu)[421]
- Pusinky (ČR 2007, r. Karin Babinská)[422]
- Surfaři (Shelter, USA 2007, r. Jonah Markowitz)[423]
- Hoši z Chuecatown (Chuecatown, Španělsko 2007, r. Juan Flahn)[424]
- Rock Haven (KAN 2007, r. David Lewis)[425]
- King Size (FR 2007, r. Patrick Maurin)[426]
- Svědci (Les témoins, FR 2007, r. André Téchiné)[427]
- Polibte nevěstu (Kiss the Bride, USA 2007, r. C. Jay Cox)[428]
- Slovo na pět (A Four Letter Word, USA 2007, r. Casper Andreas)[429]
- Skins (VB 2007–2013, r. různí režiséři)[430][431]
- The Houseboy (USA 2007, r. Spencer Schilly)[432]
- Tan Lines (AUS 2007, r. Ed Aldridge)[433]

### 2008
- 3-Day Weekend (USA 2008, r. Rob Williams)[434]
- Amnésie, l'énigme James Brighton (KAN 2008, r. Denis Langlois)[435]
- Another Gay Movie 2: divoká jízda (Another Gay Sequel: Gays Gone Wild!, USA 2008, r. Todd Stephens)[436]
- Between Love & Goodbye (USA/FR 2008, r. Casper Andreas)[437]
- Dog Tags (USA 2008, r. Damion Dietz)[438]
- Dream Boy (USA 2008, r. James Bolton)[439]
- Druhé šance (Mulligans, (KAN 2008, r. Chip Hale)[440]
- Jen proto, že jsme jiní (Comme les autres, FR 2008, r. Vincent Garenq)[441]
- Le Fil (FR/Belgie 2008, r. Mehdi Ben Attia)[442]
- Little Ashes (VB 2008, r. Paul Morrison)[443]
- Milk (USA 2008, r. Gus Van Sant)[444]
- Narozeni v 68 (Nés en 68, FR 2008, r. Olivier Ducastel a Jacques Martineau)[445]
- Návrat na Brideshead (Brideshead Revisited, VB 2008, r. Julian Jarrold)[446]
- Nehanebné lásky Françoise Sagan / Francoise Saganová (Sagan, FR 2008, r. Diane Kurys)[447]
- Otto; or Up with Dead People (N/KAN 2008, r. Bruce LaBruce)[448]
- Plán B (Argentina 2008, r. Marco Berger)[449]
- Přátelé (Dostana, Indie 2008, r. Tarun Mansukhani)[450]
- Sa raison d'être (FR 2008, r. Renaud Bertrand)[451]
- Soukromé lekce (Elève libre, FR/Belgie 2008, r. Joachim Lafosse)[452]
- Ssang-hwa-jeom / A Frozen Flower (Jižní Korea 2008, r. Yoo Ha)[453]
- Teenage Angst (N 2008, r. Thomas Stuber)[454]
- Vicky Cristina Barcelona (USA/Španělsko 2008, r. Woody Allen)[455]
- Vodovky (Watercolors, USA 2008, r. David Oliveras)[456]
- Were the World Mine (USA 2008, r. Tom Gustafson)[457]
- Zuřivé slunce, bouřlivé nebe (Rabioso sol, rabioso cielo, Mexiko 2008, r. Julián Hernández)[458]

### 2009
- Ander (Španělsko 2009, r. Roberto Castón)[459]
- Angličan v New Yorku (An Englishman In New York, VB 2009, r. Richard Laxton)[460]
- Bratrstvo (Broderskab, DÁN 2009, r. Nicolo Donato)[461]
- Bruno (Brüno, VB 2009, r. Larry Charles)[462]
- Contracorriente (Peru/Kolumbie 2009, r. Javier Fuentes-Léon)[463]
- Davidovy narozeniny (Il compleanno, IT 2009, r. Marco Filiberti)[464]
- Diverso da chi? (IT 2009, r. Umberto Carteni)[465]
- Donne-moi la main (FR/N 2009, r. Pascal-Alex Vincent)[466]
- Do Começo ao Fim (Brazílie 2009, r. Aluizio Abranches)[467]
- Glee (USA 2009–2015, r. různí režiséři)[468]
- House of Boys (N 2009, r. Jean-Claude Schlim)[469]
- Children of God (Bahamy 2009, r. Kareem Mortimer)[470]
- Redwoods (USA 2009, r. David Lewis)[471]
- Rückenwind (N 2009, r. Jan Krüger)[472]
- Sherlock Holmes (N/USA/VB 2009, r. Guy Ritchie)[473]
- Soundless Wind Chime (Wusheng feng ling, Čína/Švýcarsko 2009, r. Hung Wing Kit)[474]
- Široce otevřené oči (Einayim Pkuhot, Izrael/N/FR 2009, r. Haim Tabakman)[475]
- Taková moderní rodinka (Modern Family, USA 2009–dosud, r. různí)[476]
- Umřít jako muž (Morrer como um homem, FR/Portugalsko 2009, r. Joao Pedro Rodrigues)[477]
- Zabil jsem svou matku (J'ai tué ma mère, (KAN 2009, r. Xavier Dolan)[478]

## 10. léta 21. století

### 2010
- Alex und der Löwe (N 2010, r. Yuri Gárate)[479]
- Další čtyři roky (Fyra år till, Švédsko 2010, r. Tova Magnusson-Norling)[480]
- Des/Esperando (Chile 2010, r. Erick Salas Kirchausen)[481]
- Homme au bain (FR 2010, r. Christophe Honoré)[482]
- I Love You Phillip Morris (USA/FR 2010, r. Glenn Ficarra a John Requa)[483]
- Imaginární lásky (Les amours imaginaires, (KAN 2010, r. Xavier Dolan)[484]
- Is It Just Me? (USA 2010, r. J. C. Calciano)[485]
- Kaboom (USA/FR 2010, r. Gregg Araki)[486]
- Mé poslední kolo (Mi último Round / My Last Round, Chile/ARG 2010, r. Julio Jorquera Arriagada)[487]
- Neřízené střely (Mine vaganti, IT 2010, r. Ferzan Özpetek)[488]
- Prolhané krásky (Pretty Little Liars, USA 2010–dosud, r. různí režiséři)[489]
- Role/Play (USA 2010, r. Rob Williams)[490]
- Single Man (A Single Man, USA 2010, r. Tom Ford)[491]
- Strom a les (L'Arbre et la Forêt, FR 2010, r. Olivier Ducastel a Jacques Martineau)[492]
- The Runaways (USA 2010, r. Floria Sigismondi)[493]
- Wir sind die Nacht (N 2010, r. Dennis Gansel)[494]

### 2011
- Alle tijd (NL 2011, r. Job Gosschalk)[495]
- American Translation (FR 2011, r. Pascal Arnold, Jean-Marc Barr)[496]
- Aynehaye Rooberoo / Facing Mirrors (Írán 2011, r. Negar Azarbayjani)[497]
- Buffering (VB 2011, r. Christian Martin a Darren Flaxstone)[498]
- Černá labuť (Black Swan, USA 2011, r. Darren Aronofsky)[499]
- eCupid (USA 2011, r. J. C. Calciano)[500]
- Hledání Simona (DE/FR 2011, r. Jan Krüger)[501]
- Joe + Belle (Izrael 2011, r. Veronica Kedar)[502]
- Kluci ze stanice ZOO (Die Jungs vom Bahnhof Zoo / Rent Boys, DE 2011, r. Rosa von Praunheim)[503]
- Krása (Skoonheid, JAR/FR 2011, r. Oliver Hermanus)[504]
- Longhorns (USA 2011, r. David Lewis)[505]
- Nechte moje lidi jít! (Let My People Go!, FR 2011, r. Michael Buch)[506]
- Noordzee, Texas (Belgie 2011, r. Bavo Defurne)[507]
- Perfect Days – I ženy mají své dny (Česko 2011, r. Alice Nellis)[508]
- Private Romeo (USA 2011, r. Alan Brown)[509]
- Romeos (DE 2011, r. Sabine Bernardi)[510]
- Skyfall (VB/USA 2011, r. Sam Mendes)[511]
- Srpen (August, USA 2011, r. Eldar Rapaport)[512]
- Stud (Shame, VB/AUS 2011, r. Steve McQueen)[513]
- The Green (USA 2011, r. Steven Williford)[514]
- The Love Patient (USA 2011, r. Michael Simon)[515]
- The One (USA 2011, r. Steven Williford)[516]
- Tomboy (FR 2011, r. Céline Sciamma)[517]
- What Happens Next (USA 2011, r. Jay Arnold)[518]

### 2012
- L'Âge atomique (FR 2012, r. Héléna Klotz)[519]
- Andělé (Anjeli, SR 2012, r. Róbert Šveda)[520]
- Any Day Now (USA 2012, r. Travis Fine)[521]
- A Perfect Ending (USA 2012, r. Nicole Conn)[522]
- Atlas mraků (Cloud Atlas, N/USA/Hongkong/Singapur 2012, Lana a Andy Wachowski a Tom Tykwer)[523]
- Bad Boy Street (USA/FR 2012, r. Todd Verow)[524]
- Come non detto (IT 2012, r. Ivan Silvestrini)[525]
- Do Not Disturb (FR 2012, r. Yvan Attal)[526]
- Gayby (USA 2012, r. Jonathan Lisecki)[527]
- Laurence Anyways (Kanada/FR 2012, r. Xavier Dolan)[528]
- Männer zum Knutschen (N 2012, r. Robert Hasfogel)[529]
- Mixed Kebab (Belgie/Turecko 2012, r. Guy Lee Thys)[530]
- Můj bratr ďábel (My Brother the Devil, VB 2012, r. Sally El Hosaini)[531]
- Neodcházej (Keep the Lights On, USA 2012, r. Ira Sachs)[532]
- Nor'easter (USA 2012, r. Andrew Brotzman)[533]
- Ve tmě (Alata / Out in the Dark, Izrael/USA 2012, r. Michael Mayer)[534]
- Sbohem, královno (Les adieux à la reine, FR/ŠP 2012, r. Benoît Jacquot)[535]
- Scenes from a Gay Marriage (USA 2012, r. Matt Riddlehoover)[536]
- Silent Youth (N 2012, r. Diemo Kemmesies)[537]
- Struck by Lightning (USA 2012, r. Brian Dannelly)[538]
- The Skinny (USA 2012, r. Patrick-Ian Polk)[539]
- Vatertage – Opa über Nacht (N 2012, r. Ingo Rasper)[540]
- Yossi (Izrael 2012, r. Eytan Fox)[541]
- Za zdmi (Hors les murs, FR/Belgie/KAN 2012, r. David Lambert)[542]

### 2013
- Bridegroom (USA 2013, r. Linda Bloodworth-Thomason)[543]
- Burning Blue (USA 2013, r. D.M.W. Greer[544]
- Capital Games (USA 2013, r. Ilo Orleans)[545]
- Five Dances (USA 2013, r. Alan Brown)[546]
- Holky za mřížemi (Orange Is the New Black, USA 2013–2019, r. různí režiséři)[547]
- Chez Nous (NL 2013, r. Tim Oliehoek)[548]
- Interiér. Leather Bar (Interior. Leather Bar., USA 2013, r. James Franco)[549]
- Leather (USA 2013, r. Patrick McGuinn)[550]
- Liberace! (Behind the Candelabra, USA 2013, r. Patrick McGuinn)[551]
- Matterhorn (NL 2013, r. Diederik Ebbinge)[552]
- Pit Stop (USA 2013, r. Yen Tan)[553]
- Plovoucí věžáky (Płynące wieżowce, PL 2013, r. Tomasz Wasilewski)[554]
- Test (USA 2014, r. Chris Mason Johnson)[555][556]
- Volný pád (Freier Fall, N 2013, r. Stephan Lacant)[557]
- Život Adèle (La Vie d'Adèle, FR /  Belgie / La Vida de Adele, Španělsko)[558]

### 2014
- A escondidas (Španělsko 2014, r. Mikel Rueda)[559]
- Boys Like Us (FR/Rakousko 2014, r. Patric Chiha)[560]
- Cuatro lunas (Mexiko 2014, r. Sergio Tovar Velarde)[561]
- Cut Snake (AUS 2014, r. Tony Ayres)[562]
- Hledání (Looking, USA 2014–2015, r. různí režiséři)[563]
- Jamie Marks Is Dead (USA 2014, r. Carter Smith)[564]
- Jez se mnou (Eat with Me, USA 2014, r. David Au)[565]
- Kluci (Jongens, Nizozemsko 2014, r. Mischa Kampová)[566][567]
- Lilting (VB 2014, r. Hong Khaou)[568]
- Man on High Heels (Jižní Korea 2014, r. Jang Jin)[569]
- Něco se musí zlomit (Nånting måste gå sönder / Something Must Break, Švédsko 2014, r. Ester Martin Bergsmark)[570]
- Perfect Cowboy (USA 2014, r. Ken Roht)[571]
- Plážové dolary (Dólares de arena, koprodukce 2014, r. Israel Cárdenas, Laura Amelia Guzmán)[572]
- Stejná srdce (The Normal Heart, USA 2014, r. Ryan Murphy[573][574]
- The Last Straight Man (USA 2014, r. Mark Bessenger)[575]
- V jeho očích (Hoje Eu Quero Voltar Sozinho / The Way He Looks, Brazílie 2014, r. Daniel Ribeiro)[576]

### 2015
- Aus der Haut (N 2015, r. Stefan Schaller)[577]
- Beautiful Something (USA 2015, r. Joseph Graham)[578]
- Beneath the Skin (Kanada/VB 2015, r. Aaron Ellis, Michael MacKinnley)[579]
- Cuffs (VB 2015, r. různí)[580]
- Dánská dívka (VB/USA 2015, r. Tom Hooper)[581]
- En underbar jävla jul (Švédsko 2015, r. Stefan Butzmühlen)[582]
- Familie verpflichtet (N 2015, r. Hanno Olderdissen)[583]
- Kluci (Pojkarna, Švédsko/Finsko 2015, r. Alexandra-Therese Keining)[584]
- Kuntergrau (N 2015–2017, r. různí)[585]
- Lichtes Meer (N 2015, r. Stefan Butzmühlen)[586]

### 2016
- Baisers cachés (FR 2016, r. Didier Bivel)[587]
- O cestování s láskou (L'estate addosso, IT 2016, r. Gabriele Muccino)[588]
- Lazy Eye (USA 2016, r. Tim Kirkman)[589]
- Střed mého světa (N 2016, r. Jakob M. Erwa)[590]
- A Moment in the Reeds (Finsko 2017, r. Mikko Mäkelä)[591]
- Taekwondo (Argentina 2016, r. Marco Berger, Martín Farina)[592]
- Takoví jsme (USA 2016, r. Miles Joris-Peyrafitte )[593]

### 2017
- Corpo Elétrico (Brazílie 2017, r. Marcelo Caetano)[594]
- Dej mi své jméno (Call Me by Your Name, USA/Itálie/Francie/Brazílie, 2017, r. Luca Guadagnino)[595]
- Gangsterdam (FR 2017, r. Romain Levy)[596]
- Man in an Orange Shirt (VB 2017, r. Michael Samuels)[597]
- Mariposas verdes (Kolumbie 2017, r. Gustavo Nieto Roa)[598]
- More Than Only (USA 2017, r. Michelle Leigh)[599]
- Nikdo se nedívá (Nadie nos mira, koprodukce, 2017, r. Julia Solomonoff)[600]
- On/a (They, USA 2017, r. Anahita Ghazvinizadeh)[601]
- Proti zákonu (Against the Law, VB 2017, r. Fergus O'Brien)[602]
- Sním jiným jazykem (Sueño en otro idioma, Mexiko 2017, r. Ernesto Contreras)[603]
- So auf Erden (N 2017, r. Till Endemann)[604]
- Sobre Nós (Brazílie 2017, r. Mauro Carvalho, Thiago Cazado)[605]
- Something Like Summer (USA 2017, r. David Berry)[606]
- Queers (VB 2017, r. Mark Gattis)[607]

### 2018
- Benjamin (VB 2018, r. Simon Amstell)[608]
- Die Stropers (JAR 2018, r. Etienne Kallos)[609]
- Drive Me Home (IT 2018, r. Simone Catania)[610]
- Fiertés (FR 2018, r. Philippe Faucon)[611]
- Gewoon Vrienden (NL 2018, r. Ellen Smit)[612]
- Giant Little Ones (Kanada 2018, r. Keith Behrman)[613]
- Ideal Home (USA 2018, r. Andrew Fleming)[614]
- Já, Simon (Love, Simon, USA 2018, r. Greg Berlanti)[615]
- Mario (Švýcarsko 2018, r. Marcel Gisler)[616]
- Rédl (ČR, 2018, r. Jan Hřebejk)[617]
- Zatoulaný (Sauvage, FR 2018, r. Camille Vidal-Naquet)[618]

### 2019
- From Zero to I Love You (USA 2019, r. Doug Spearman)[619]
- Les Crevettes pailletées (Francie 2019, r. Cédric Le Gallo a Maxime Govare)[620]
- (Ne)matky (Otherhood, USA 2019, r. Cindy Chupack)[621]
- Primos (Brazílie 2019, r. Mauro Carvalho a Thiago Cazado)[622]
- Špatné vychování (Bad Education, USA 2019, r. Cory Finley)[623]
- Výstřední společnost (Tales of the City, USA 2019, r. různí)[624]